# Tråd (datavetenskap)
En tråd eller exekveringstråd (engelska: thread) är en av flera parallella instruktionssekvenser inom en programprocess i en dator i många operativsystem. En tråd liknar men ska inte sammanblandas med en process, som kräver mer datorresurser vid uppstart av och växling mellan processer. Varje tråd har en egen instruktionspekare och anropsstack, men delar i regel ett gemensamt adressutrymme med övriga trådar inom processen.
Begreppet flertrådning (eng. multithreading) kan antingen åsyfta datorprogram som utnyttjar flera samtidiga trådar för effektiv multikörning, eller processorerarkitektur som ger hårdvarustöd för snabb växling mellan flera samtidiga trådar.